# Kevin MacLeod
Kevin MacLeod (Green Bay, 28 settembre 1972) è un compositore e produttore discografico statunitense, conosciuto per i suoi lavori sui film e la distribuzione di musica royalty-free attraverso il suo sito web, Incompetech.
MacLeod ha composto circa 1500 brani che possono essere scaricati gratuitamente. La sua musica è usata da creatori di contenuti online, in siti come YouTube ed è accreditato come il compositore della colonna sonora di quasi mille film su IMDb.

## Distribuzione con Creative Commons
La richiesta di media scaricabili ha portato a nuove licenze e nuovi metodi di distribuzione. Nella musica, questo ha portato a nuovi metodi di distribuzione e imprese. MacLeod attribuisce l'ampia distribuzione della sua musica e la sua popolarità nei film, video YouTube, e videogiochi al suo uso delle licenze Creative Commons.
MacLeod distribuisce la sua musica usando una licenza Creative Commons (CC BY).  Secondo il sito della Creative Commons, "Questa licenza permette ad altri di distribuire, remixare, modificare, e prendere spunto dal tuo lavoro, anche commercialmente, se ti attribuiscono la creazione originale." MacLeod usa anche una licenza "No Attribution" per quelli che richiedono un termine di distribuzione diverso rispetto a quelli della licenza Creative Commons.